# Kofi Opare
Kofi Opare (Mampong, 12 ottobre 1990) è un ex calciatore ghanese, di ruolo difensore.

## Caratteristiche tecniche
È un difensore centrale.

## Statistiche

### Presenze e reti nei club
Statistiche aggiornate al 6 gennaio 2017.
| Stagione         | Squadra          | Campionato       | Campionato | Campionato | Coppe nazionali | Coppe nazionali | Coppe nazionali | Coppe continentali | Coppe continentali | Coppe continentali | Altre coppe | Altre coppe | Altre coppe | Totale | Totale | Totale |
| Stagione         | Squadra          | Comp             | Pres       | Reti       | Comp            | Pres            | Reti            | Comp               | Pres               | Reti               | Comp        | Pres        | Reti        | Pres   | Reti   |        |
| ---------------- | ---------------- | ---------------- | ---------- | ---------- | --------------- | --------------- | --------------- | ------------------ | ------------------ | ------------------ | ----------- | ----------- | ----------- | ------ | ------ | ------ |
| 2013             | LA Galaxy        | MLS              | 8          | 1          | USCup           | 0               | 0               | CCL                | 0                  | 0                  |             | -           | -           | 8      | 1      |        |
| 2014             | LA Galaxy        | MLS              | 6          | 0          | USCup           | 1               | 0               | CCL                | 2                  | 0                  |             | -           | -           | 9      | 0      |        |
| Totale LA Galaxy | Totale LA Galaxy | Totale LA Galaxy | 14         | 1          |                 | 1               | 0               |                    | 2                  | 0                  |             | -           | -           | 17     | 1      |        |
| 2015             | D.C. United      | MLS              | 20         | 1          | USCup           | 2               | 1               | CCL                | 4                  | 0                  |             | -           | -           | 26     | 2      |        |
| 2016             | D.C. United      | MLS              | 10         | 0          | USCup           | 1               | 0               | CCL                | 4                  | 2                  |             | -           | -           | 15     | 2      |        |
| 2017             | D.C. United      | MLS              | 26         | 2          | USCup           | 1               | 0               |                    | -                  | -                  |             | -           | -           | 27     | 2      |        |
| Totale carriera  | Totale carriera  | Totale carriera  | 70         | 4          |                 | 5               | 1               |                    | 10                 | 2                  |             | -           | -           | 85     | 7      |        |